# Андрєєва Ніна Митрофанівна
Андрєєва Ніна Митрофанівна  — ланкова колгоспу імені Кагановича Великовисківського району Кіровоградської області, Герой Соціалістичної Праці.

## Біографія
Народилась 23 лютого 1922 року у Кіровоградській області. Працювала ланковою колгоспу імені Кагановича Великовисківського (зараз — Маловисківського) району Кіровоградської області. У 1947 році керована нею ланка отримала врожай пшениці 46,5 центнерів з гектара на площі 10 гектарів.
Указом Президії Верховної Ради СРСР від 25 вересня 1948 року за отримання високих врожаїв пшениці при виконанні колгоспом обов'язкових поставок та натуроплати за роботу МТС у 1947 роцу та забезпеченні насінням зернових культур для весняної сівби 1948 року Андрєєвій Ніні Митрофанівні присвоєно звання Героя Соціалістичної Праці з врученням ордену Леніна та золотої медалі «Серп та Молот».
Жила у селі Велика Виска Великовисківського району. Померла 14 грудня 2010 року. Похована на кладовищі села Велика Виска.

## Нагороди та відзнаки
- орден Леніна (25 вересня 1948 року),
- Медалі